# Ignacio Vásquez
Pour les articles homonymes, voir Vasquez.
Ignacio Vásquez, né le 22 mai 2006 à San Bernardo au Chili, est un footballeur chilien. Il joue au poste d'ailier gauche à l'Universidad de Chile.

## Biographie

### En club
Né à San Bernardo au Chili, Ignacio Vásquez est formé par le CD Cobresal avant de rejoindre en 2023 l'Universidad de Chile. C'est avec ce club qu'il joue son premier match en professionnel le 28 juin 2024, lors d'une rencontre de coupe du Chili contre le San Antonio Unido (en). Il entre en jeu et les deux équipes se neutralisent (0-0 score final).
Vásquez joue son premier match en première division chilienne le 21 juillet 2024, contre son club formateur, le CD Cobresal. Il entre en jeu et les deux équipes se neutralisent (3-3 score final).
Il remporte son premier titre avec la Coupe du Chili en entrant en jeu le 20 novembre 2024, lors de la finale remportée par l'Universidad de Chile face au Deportivo Ñublense sur le score de un but à zéro,.

### En sélection
Ignacio Vásquez représente l'équipe du Chili des moins de 17 ans, avec laquelle il est retenue pour participer au Championnat de la CONMEBOL des moins de 17 ans en 2023.

## Palmarès
Universidad de Chile
- Coupe du Chili (1) :
  - Vainqueur : 2024.